# Gonomyia (Gonomyia) decacantha
Gonomyia (Gonomyia) decacantha is een tweevleugelige uit de familie steltmuggen (Limoniidae). De soort komt voor in het Oriëntaals gebied.